# 北野町 (神戸市)

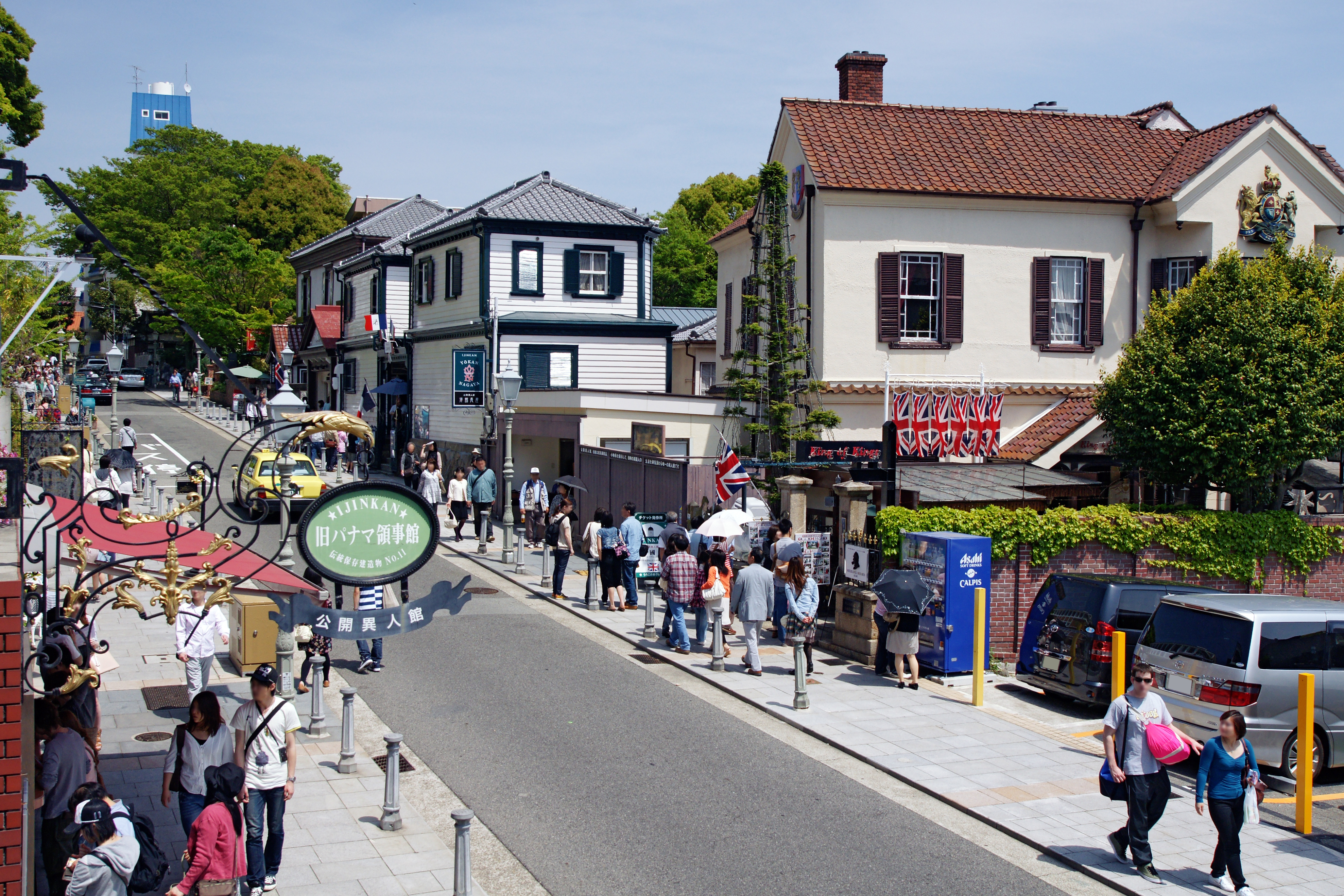
北野通り

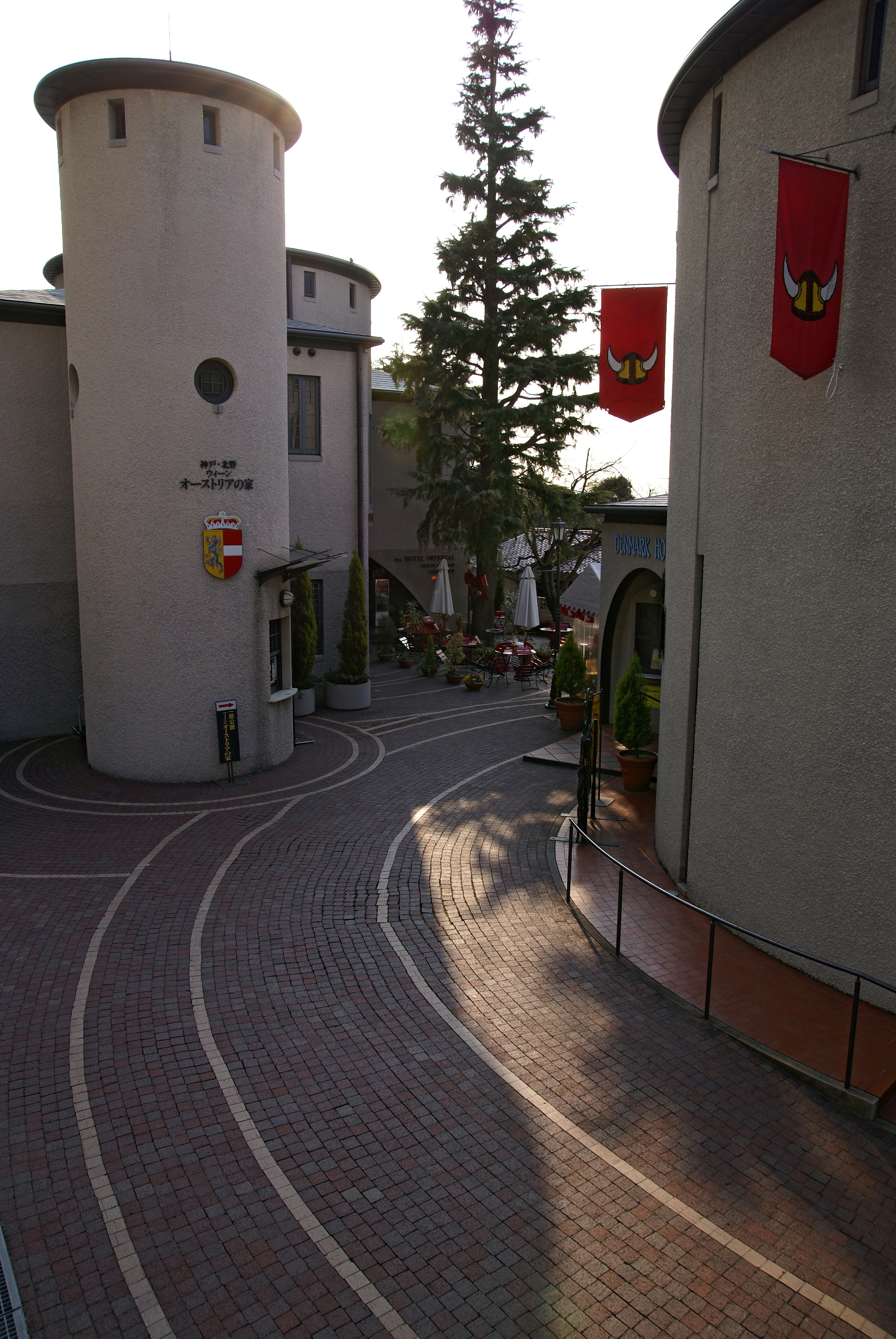
ウィーン・オーストリアの家、デンマーク館

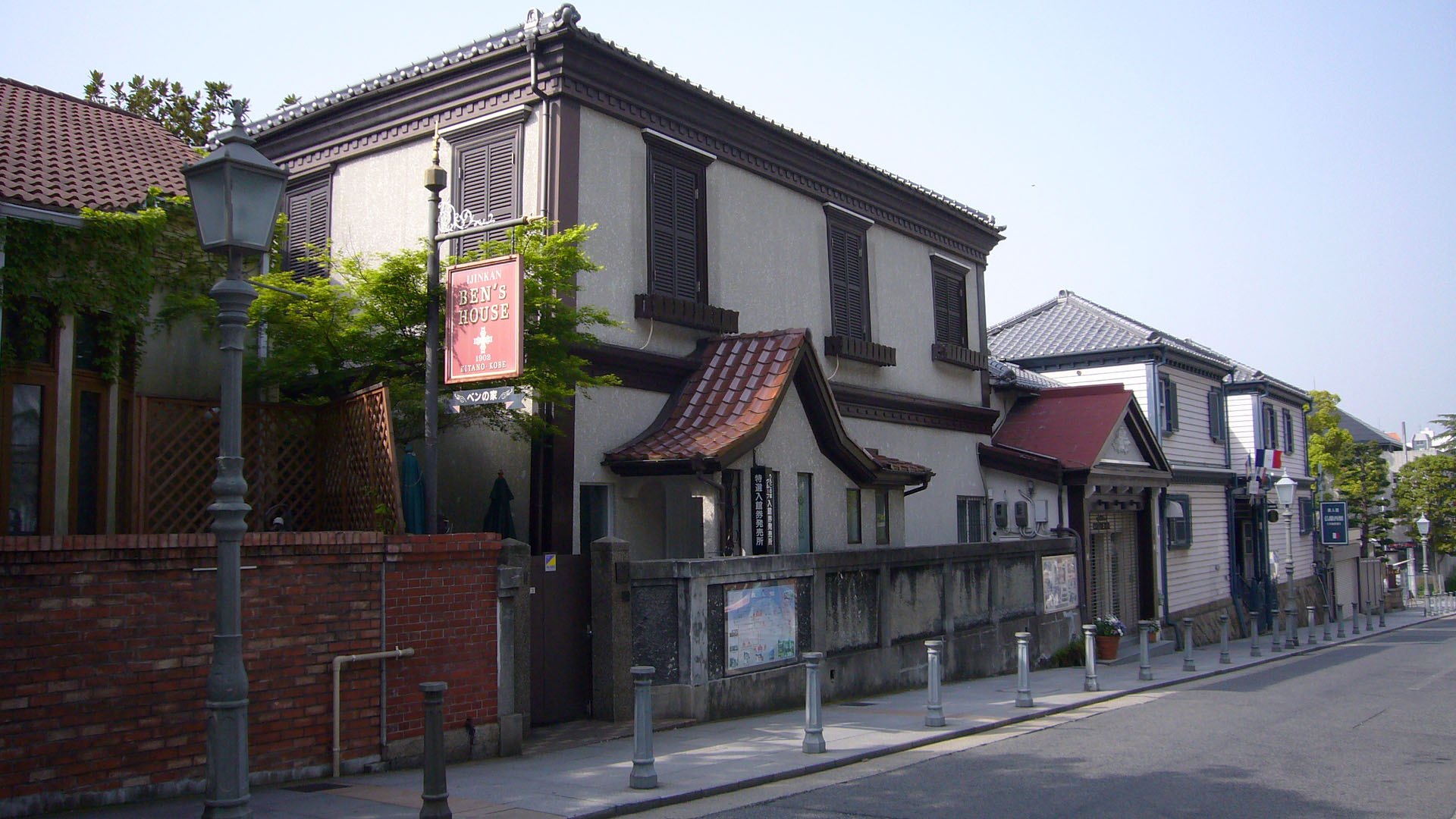
ベンの家

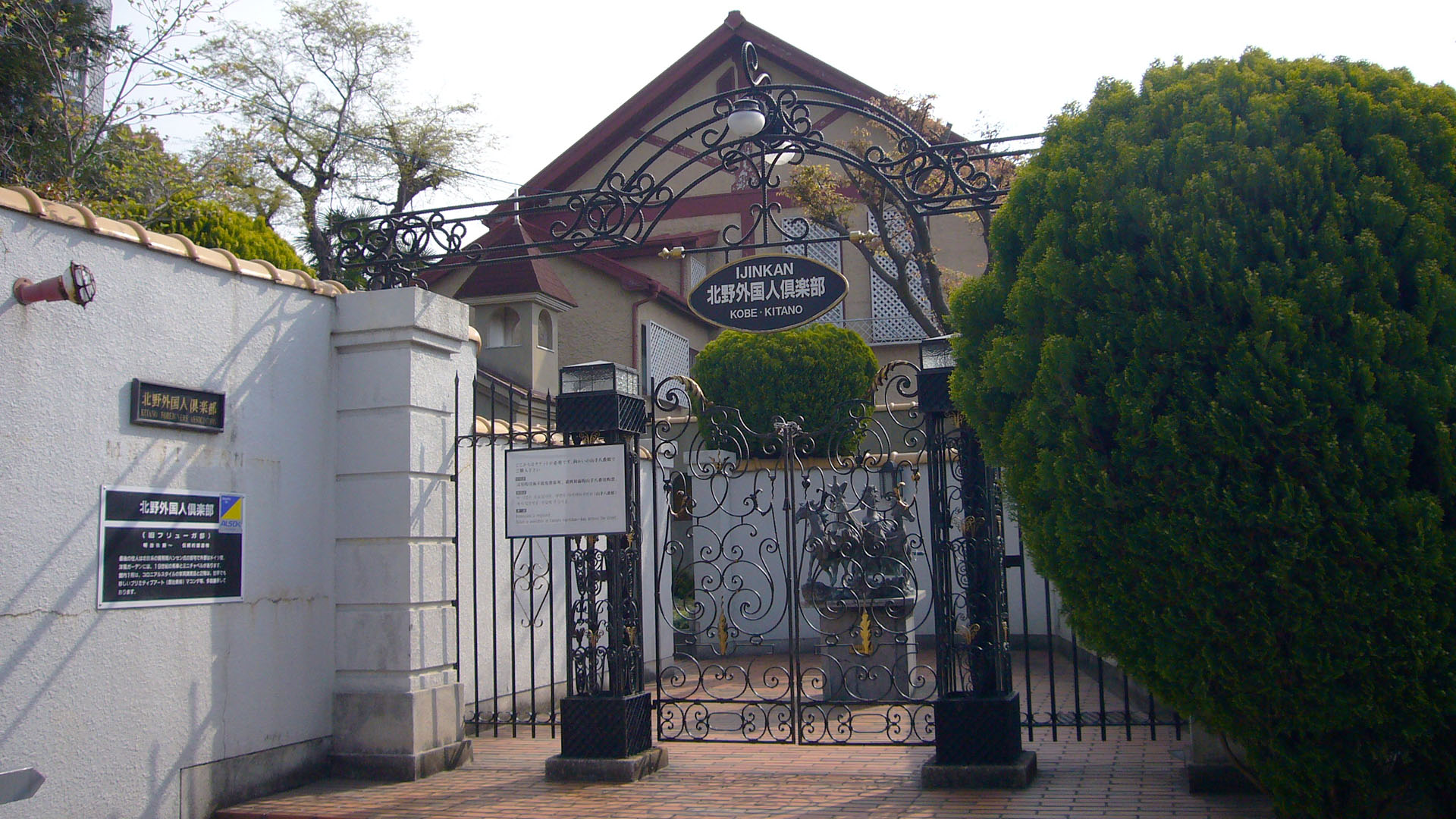
北野外国人倶楽部

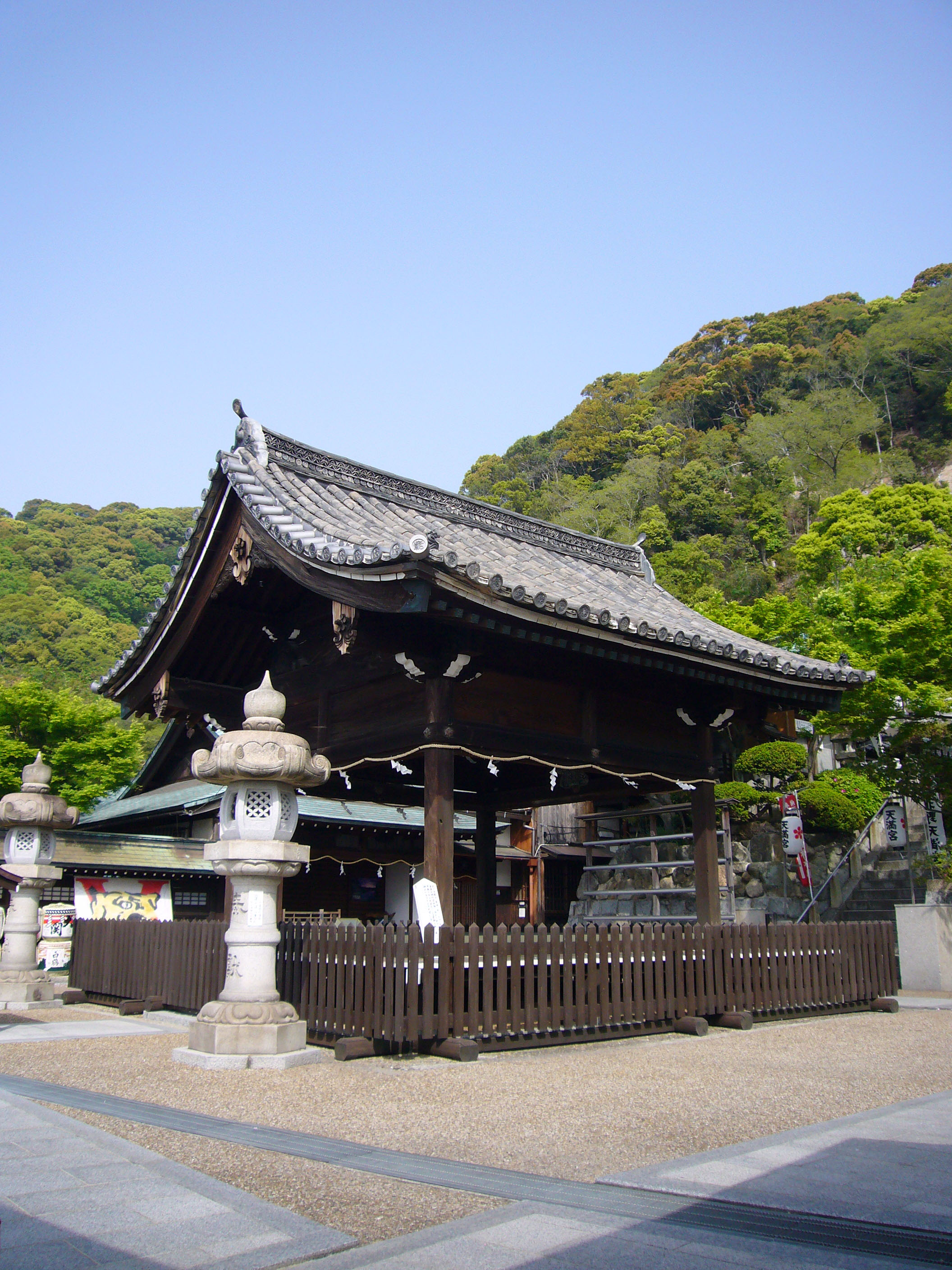
神戸北野天満神社

北野町（きたのちょう）は、兵庫県神戸市中央区の町名。現行行政地名は北野町一丁目から北野町四丁目。郵便番号650-0002。

## 地理
旧生田区北東部、明治初期まで存在した北野村の北端部にあたる。住宅地域。異人館が保存される観光地でもある。明治20年代から大正初期にかけて建築された異人館が残る観光名所として知られ、2007年現在33棟がある。市は約32haを市都市景観条例に基づいて都市景観形成地域に指定し、このうち9.3haが文化財保護法による重要伝統的建造物群保存地区にも「北野町山本通」として指定されている。東は加納町、南と西は山本通、北は神戸港地方に接する。東から順に一～四丁目が置かれている。

### 河川
- 北野川

## 歴史
俗説に平清盛が福原京遷都の際に北野天満宮を勧進したともあるが、『西摂大観』によれば「小野」の北の傾斜地というのが地名の由来であるという。宇治野、平野、夢野などと共に神戸七野の一つに数えられる。
北野天満神社の境内には行者塚と呼ばれた古墳があって山伏から信仰を集めたが、明治22年（1889年）の市道工事で一部が破壊され、土器や鉄器が出土した記録がある。
北野は中世以前より交通の要所として知られ、丁度古墳のあたりが峠で、三丁目には「北野の三本松」として知られた目印・憩いの場があったが、大正初に一本が切られ、昭和7年（1932年）の台風で二本目が倒れ、残る一本も昭和13年（1938年）に切り倒された。
今日の北野町はその北端の一部にあたり、明治27年（1894年）に成立し、区制施行まで「神戸」を冠して神戸北野町とされていた。昭和6年（1931年）から神戸区、昭和20年（1945年）より生田区、昭和55年（1980年）より中央区に属す。
- 江戸時代、北野村があり、最初幕府領。現在の北野町はその北端にすぎない。『神戸市史』によると農業の他、男は酒造稼ぎ、女は木綿稼ぎをするのが普通だったという。神社は天満宮・聖霊権現・市の宮、寺院は浄土宗医王山浄福寺[2]。
- 元和元年（1615年）、一部が大和国小泉藩領。元和3年（1617年）、残余が尼崎藩領。
- 寛永04年（1627年）、一部が小泉藩から旗本片桐氏知行に。
- 明治元年（1868年）、旧生田川畔から北野町を通って相生町に達する山手新道が開通。
- 明治02年（1869年）頃から外国人の家が建ち始める。
- 明治05年（1872年）、北野村、神戸町に編入され、北野町となり、神戸3番組に所属。
- 明治07年（1874年）、上山手通一～六丁目・山本通一～六丁目・中山手通一～七丁目、北長狭通一～七丁目となる。
- 明治27年（1894年）、旧来の北野町の北端、神戸山本通一～六丁目から神戸北野町一～四丁目として町名が復活する。
- 明治20年代から大正初期にかけて同町から神戸山本通にかけて異人館建築ブームとなり、百棟余の近代建築が軒を連ねた。
- 昭和35年（1960年）、旧ハッサム邸を中山手通五丁目の相楽園へ移築。
- 昭和38年（1963年）旧ハンター邸を灘区青谷町一丁目に移築。
- 昭和46年（1971年）ユダヤ教会堂建立。
- 昭和55年（1980年）加納町一～六丁目・神戸港地方の各一部を編入。

## 人口統計
- 平成17年国勢調査（2005年10月1日現在）での世帯数1,229、人口2,340、うち男性1,075人、女性1,265人[3]
- 昭和63年（1988年）の世帯数1,467・人口3,425[2]。
- 昭和35年（1960年）の世帯数842・人口3,111[2]
- 大正9年（1920年）の世帯数745・人口2,942[2]

```
*明治34年（
1901年
）の戸数408・人口1,727
[
2
]
```

## 施設
一丁目
- 北野浄水場
- イタリア館・プラトン装飾美術館

二丁目
- 中国館
- 明治館（旧フリューガ邸）
- 展望塔の家
- 山手八番館
- うろこの家・うろこ美術館
- ウィーン・オーストリアの家
- デンマーク館
- 香りの家
- オランダ館
- ベンの家
- 洋館長屋
- 英国館
- 北野町東公園

三丁目
- 北野天満神社
- 風見鶏の館
- 北野物語館（スターバックス神戸北野異人館店）
- 萌黄の館（旧・白い異人館）
- アメリカンハウス（旧ハムウェイ邸）
- 神戸ジャイナ寺院
- 北野町中公園

四丁目
- 関西ユダヤ教会
- 神戸外国倶楽部
- 北野町西公園